# 셤 롤라
존 셔먼 롤라 주니어(영어: John Sherman Lollar Jr., 1924년 8월 23일~1977년 9월 24일)는 미국의 프로 야구 선수이자 코치이다. 1946년부터 1963년까지 메이저 리그 베이스볼(MLB)의 클리블랜드 인디언스, 뉴욕 양키스, 세인트루이스 브라운스, 시카고 화이트삭스에서 포수로 뛰었다. 시카고 화이트삭스에 가장 오랜 기간 몸담으면서 여러 차례 올스타에 선정되었고, 1959년 아메리칸 리그 페넌트 우승을 차지한 선수단의 일원이었다.
당대 최고의 포수였던 뉴욕 양키스의 요기 베라의 활약에 가려져 있었으나, 1950년대 메이저 리그를 주름잡던 포수 중 한 명으로 평가된다. 선수로서 은툏나 뒤에는 여러 메이저 리그 팀에서 코치를 역임했으며, 마이너 리그에서는 감독을 맡기도 했다. 2000년 9월 30일 발표된 시카고 화이트삭스 세기의 팀에 선정되었다.